# 平成16年台風第21号
平成16年台風第21号（へいせい16ねんたいふうだい21ごう、アジア名：メアリー〔Meari、命名国：朝鮮民主主義人民共和国、意味：やまびこ〕）は、2004年（平成16年）9月に発生し、日本に上陸した台風である。秋雨前線と複合したために豪雨となり、三重県・愛媛県を中心に大きな被害をもたらした。後に、激甚災害に指定された。

## 概要

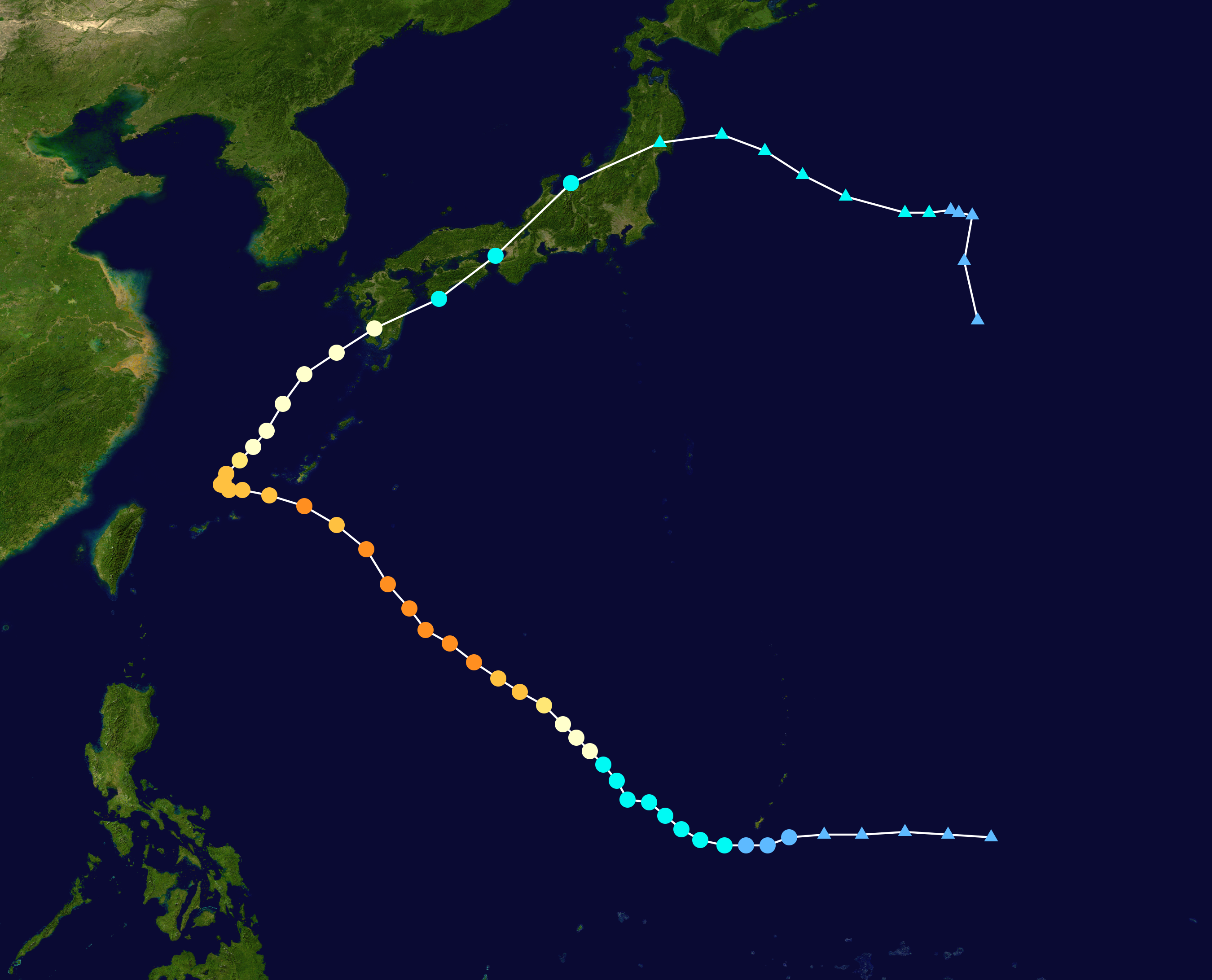
台風第21号の進路

9月22日午前3時にグアム島の西海上で発生。台風は発達しながら北西進を続け、26日にかけて沖縄に接近した。沖縄近海では進路が定まらなくなり27日午前中にかけて停滞するなど複雑な進路を取ったが、次第に進路を北東に変えて東シナ海を進み、29日午前8時半頃に中心気圧970ヘクトパスカル、最大風速30m/sの勢力で鹿児島県串木野市付近に上陸した。台風は九州から四国地方を暴風域に巻き込み、午後3時過ぎ高知県宿毛市、午後8時半頃大阪府大阪市に再上陸し、近畿地方から北陸・東北地方へと進み30日9時には宮城県気仙沼市から三陸沖へ抜け、温帯低気圧に変わった。

## 被害
- 被害は沖縄県から東北地方まで及んだ。特に三重県の宮川村では大規模な斜面崩落による土砂災害が発生し、死者行方不明者7名、愛媛県新居浜市で死者4名、など日本全国で合計26名が死亡、1名が行方不明となった[6]。また伊勢湾に面した愛知県美浜町から南知多町にかけて、約2万2000m3の流木が漂着した[7]。
- 死者26人
- 被害総額210億円[8]
- この台風の豪雨により氾濫した佐用川は、5年後の台風9号でも同じ場所で氾濫した[9]。
- 明治9年に作られ、大分県の八坂川に掛かっていた日本最古の沈下橋『永世橋』が、この台風によって流出した。これにより、現存する日本最古の沈下橋は、同じく大分県内に架かる『龍頭橋』に取って代わられた。
- 愛媛県西条市の公園型テーマパークの市倉ファームでは、土石流によってメインの建物が崩壊し、敷地も1/2が土砂に埋もれて半年間の休園を余儀なくなれた[10]。石鎚芸術村チロルの森も被害を受け整備のため休園した。
- 三重県多気郡大台町にある三瀬谷ダムでは、台風により発電管理事務所・発電所が水位上昇により水没し、全ての機器が使用不能となるなど壊滅的な被害を受けた。

三重県多気郡大台町にある三瀬谷ダムにおける被害
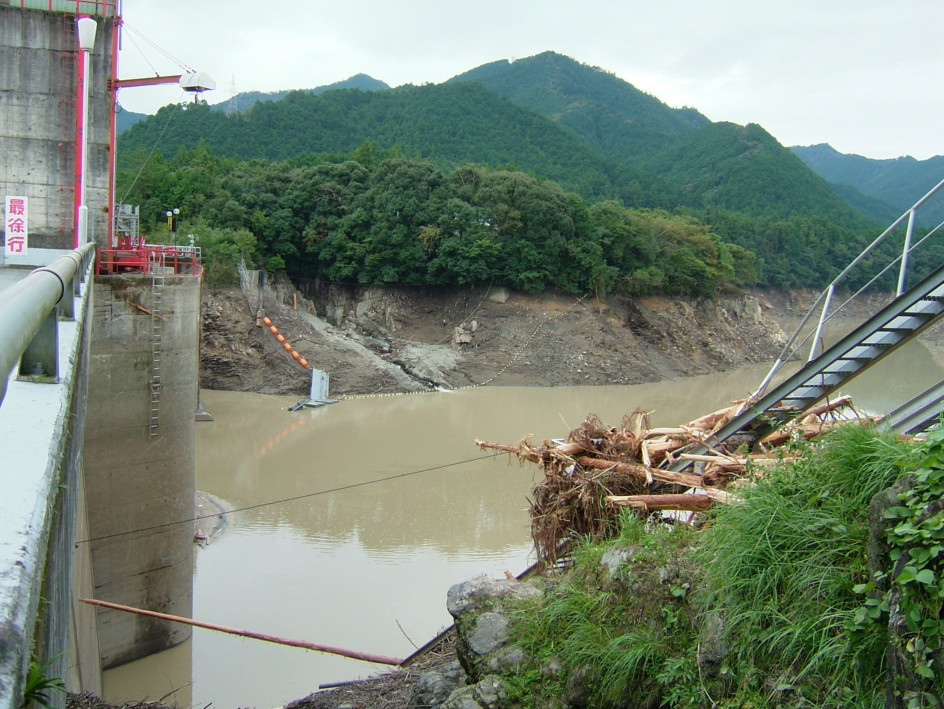
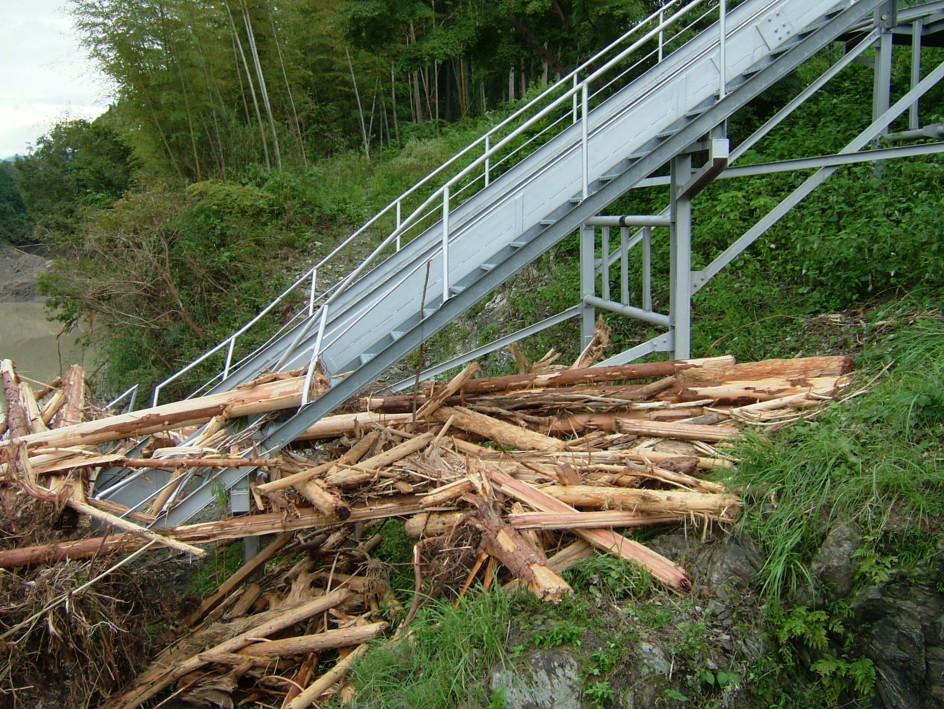
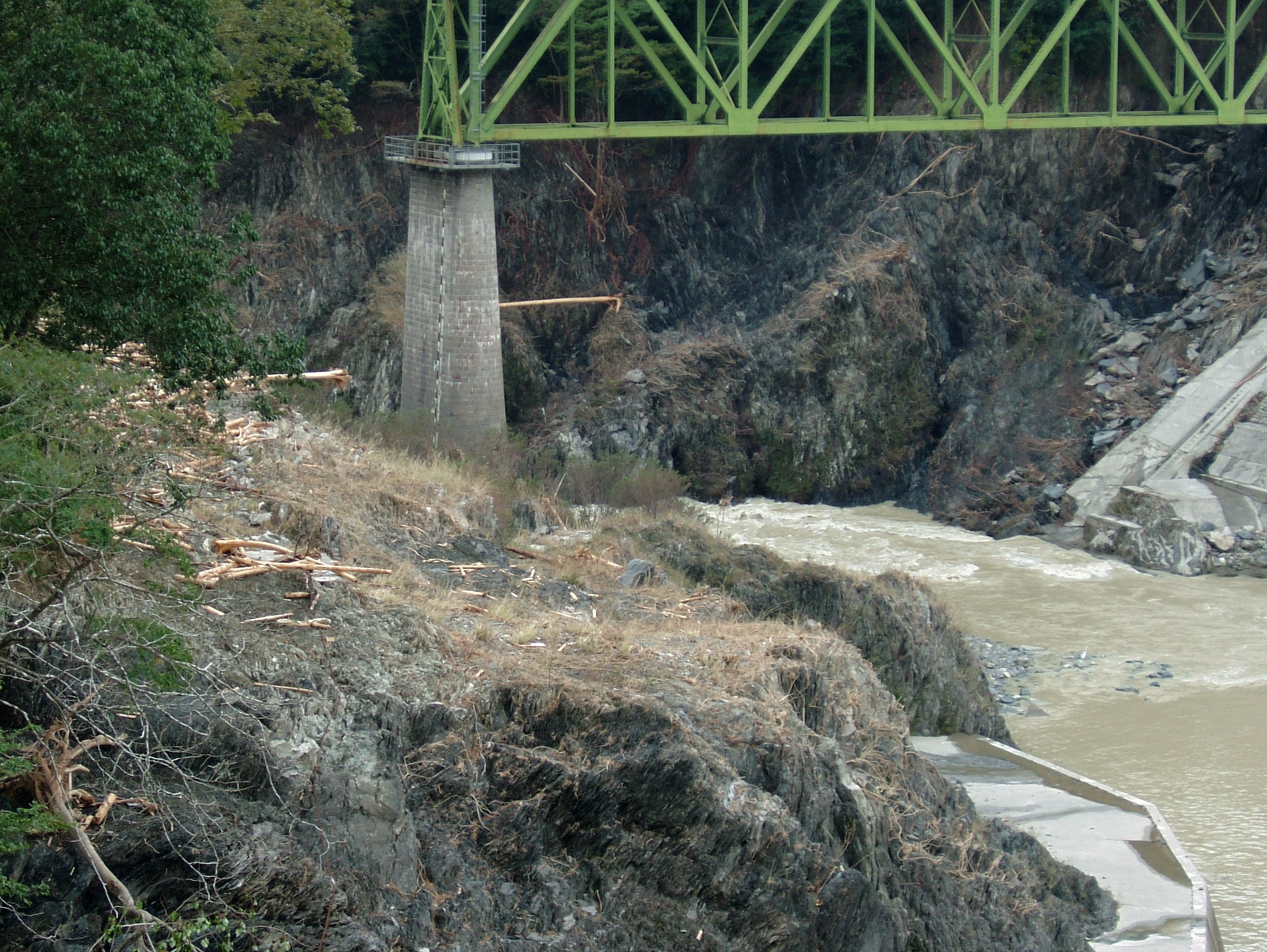
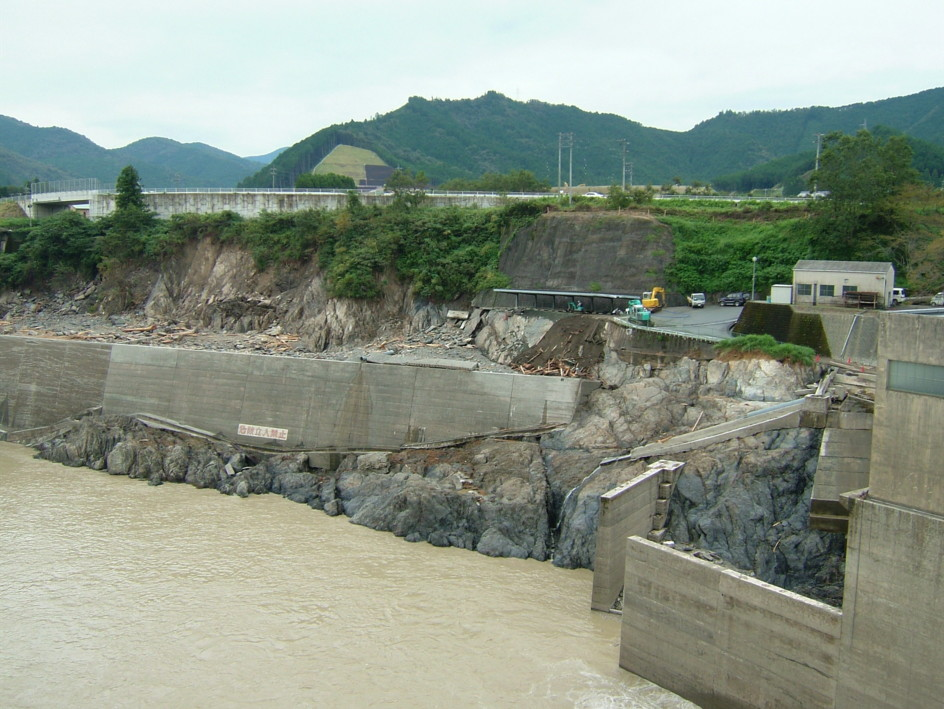
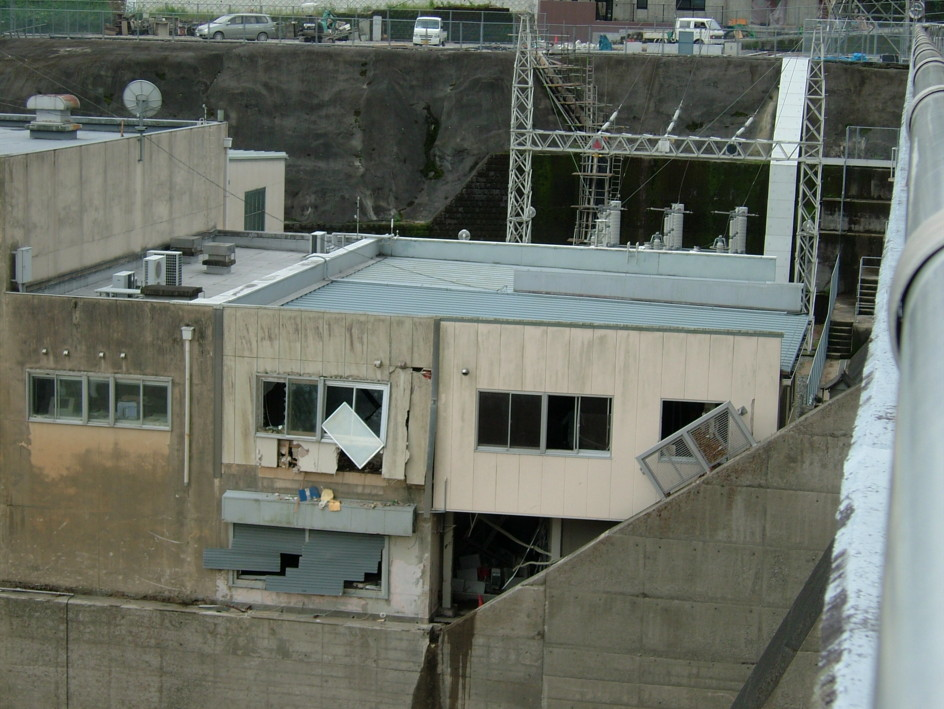
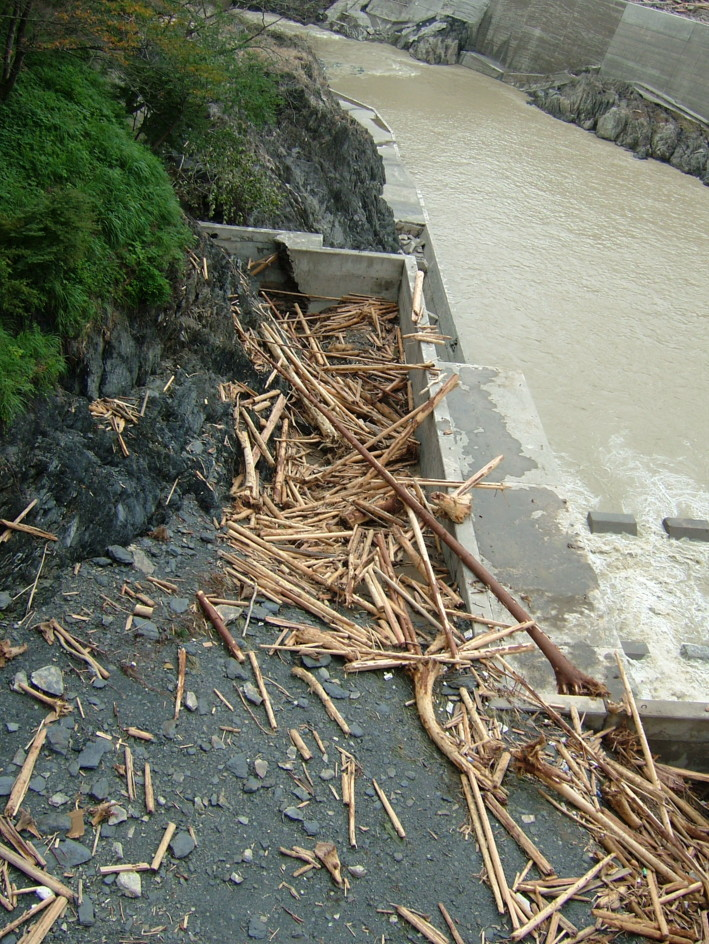
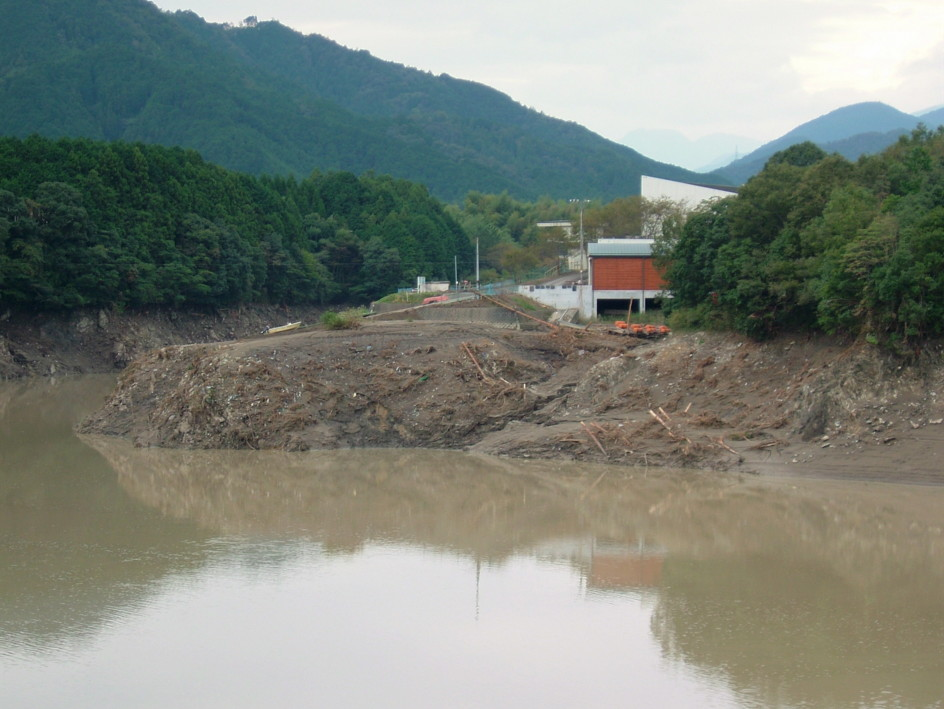
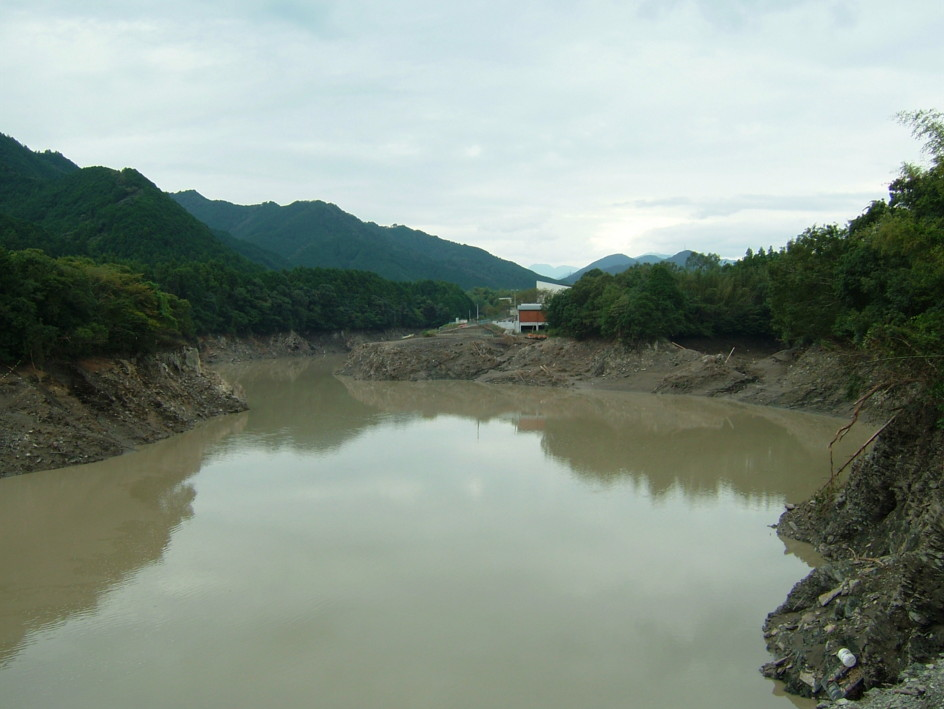
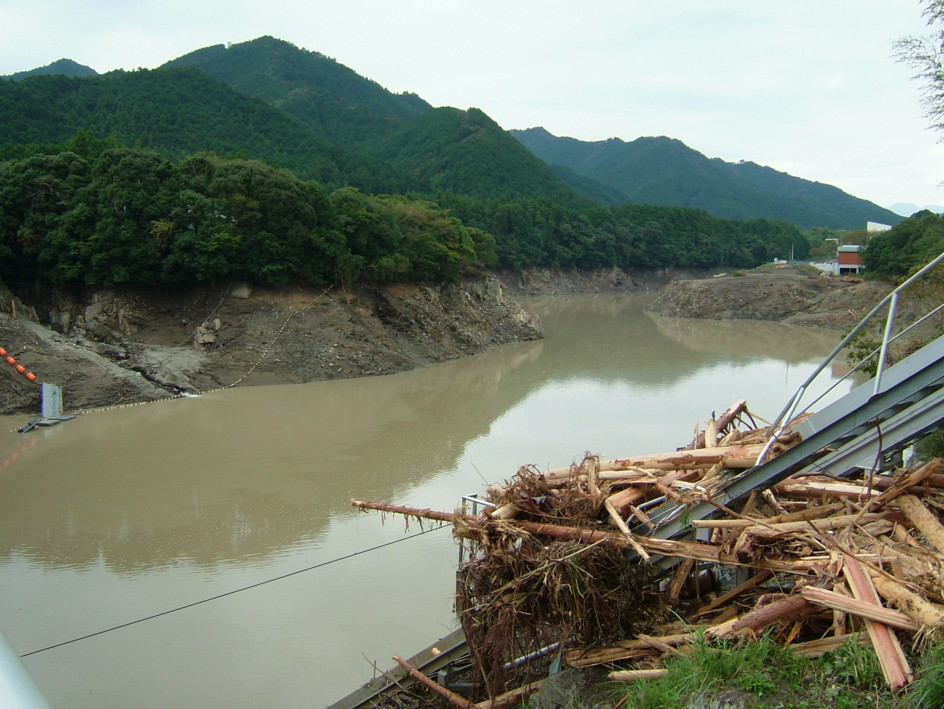